# Sochumi-Institut der Physik und Technologie
Das Sochumi-Institut der Physik und Technologie (russisch Сухумский физико-технический институт, Transkription Suchumski fisiko-technitscheski institut) war ein ursprünglich in der Nähe von Sochumi, Abchasien, ansässiges, physikalisch-technisches Forschungsinstitut. Es entstand nach dem Zweiten Weltkrieg im Rahmen des sowjetischen Atombombenprojekts. Berühmt wurde es, als dort in den 1950er-Jahren deutsche Wissenschaftler, im Rahmen der Aktion Ossawakim teils zwangsweise in die Sowjetunion verschleppt, teils auch freiwillig emigriert, zusammen mit sowjetischen Kollegen an Kernspaltungsverfahren zur Entwicklung einer Nuklearbombe arbeiteten.

## Geschichte
Das SIPT wie auch das SFTI gehen auf zwei Geheiminstitute zurück, die 1945 in Sinop und Agudsera bei Sochumi im Rahmen des sowjetischen Atomprojekts gegründet wurden. Die Leiter der beiden Arbeitsgruppen waren zwei prominente deutsche Atomwissenschaftler – Professor Manfred von Ardenne und der Nobelpreisträger in Physik Gustav Ludwig Hertz. Sie hatten ein Team aus weiteren berühmten Wissenschaftlern zur Verfügung: Max Steenbeck, Peter Adolf Thiessen, Heinz Barwich, Max Volmer, Werner Schütze, Nikolaus Riehl und Werner Hartmann. Die Forscher entwickelten Technologien zum Bau von nuklearen und thermonuklearen Waffen, außerdem arbeiteten sie an Projekten der Plasmaphysik, Festkörperphysik, besondere Formen der Energiegewinnung und der physikalischen Elektronik.
Nach der Auflösung der Sowjetunion kam es zu einem kriegerischen Konflikt zwischen Abchasien und Georgien in dessen Folge sich Abchasien von Georgien abspaltete. Auch das ehemalige Forschungsinstitut Sochumi spaltete sich im Zuge des Konflikts. 
Teile des Teams und ein Großteil der Materialien wurde daraufhin nach Tiflis, in die Hauptstadt des nun unabhängigen Georgiens, geschafft. Auch der in Abchasien zurückgebliebene Teil des Instituts arbeitet bis heute in eigener Regie weiter. Sein Sitz befindet sich am alten Standort des Unternehmens im Schwarzmeerort Agudsera bei Sochumi. Das nach Tiflis exilierte Forschungsinstitut trägt heute die offizielle, englische Bezeichnung Ilia Vekua Sokhumi Institute of Physics and Technology SIPT. Es ist benannt nach dem georgischen Mathematiker Ilia Wekua und sieht sich selbst in der Nachfolge des alten Instituts an.

## Das Institut heute
Das Tifliser Institut SIPT versucht mit seiner Erfahrung westliche Investoren anzuwerben, die auf hochtechnische Verfahren zurückgreifen können. Außerdem ist es einem von westlichen Staaten geförderten Konversionsprogramm angeschlossen. 
Der gegenwärtige Direktor des Instituts, Garam Bokutschawa, sprach wiederholt die Vermutung aus, dass in dem in Abchasien verbliebenen „Schwesterinstitut“ nukleare Materialien verblieben seien, die eventuell Terroristen in die Hände fallen könnten. Der Direktor des in Abchasien verbliebenen Teil des Instituts, Anatoli Markolija, dementiert dies und versicherte, die Materialien seien kontrolliert und unter Verschluss.
Das SIPT hat nach eigenen Angaben von nuklearer Waffentechnik auf die Produktion von Radionuklidbatterien, Hochtemperaturgeneratoren, hitzebeständige Legierungen und Schutzbehälter für radioaktives Material umgestellt. Das Institut musste aus Etatgründen seinen Stab auf 61 Mitarbeiter reduzieren, ein Teil der etwa 100 Entlassenen kamen in den Hochschulen unter.